# Urera batesii
Urera batesii är en nässelväxtart som beskrevs av Alfred Barton Rendle. Urera batesii ingår i släktet Urera och familjen nässelväxter. Inga underarter finns listade i Catalogue of Life.